# توتشین
توتشین (به چکی: Tučín) یک منطقهٔ مسکونی در جمهوری چک است که در شهرستان پرژروف واقع شده‌است. توتشین ۴٫۸۱ کیلومتر مربع مساحت و ۴۵۴ نفر جمعیت دارد و ۲۴۳ متر بالاتر از سطح دریا واقع شده‌است.